# Parachutes
Parachutes é o álbum de estreia da banda inglesa de rock alternativo Coldplay, lançado pela gravadora Parlophone em 10 de julho de 2000 no Reino Unido.
O álbum foi produzido pela própria banda e pelo produtor britânico Ken Nelson, com exceção de uma faixa que foi produzida por Chris Allison. Parachutes gerou quatro singles: "Shiver", "Yellow", "Trouble" e "Don't Panic".
O álbum obteve em geral sucesso dos críticos e do comércio internacional. Após o lançamento, o álbum rapidamente alcançou a posição de número um no Reino Unido, e foi certificado em sete vezes disco de Platina. Nos Estados Unidos, o álbum atingiu a posição de número 51 na Billboard 200, e foi certificado por duplo disco de Platina. O álbum venceu o Prêmio Grammy para Melhor Álbum de Música Alternativa em 2002, e a banda ganhou vários elogios desde seu lançamento. Parachutes é o 12º álbum da lista dos 20 álbuns mais vendidos do século XXI no Reino Unido, e venceu o prêmio de Melhor Álbum Britânico em 2001 no Brit Awards.

## Gravação e produção
O produtor musical britânico Ken Nelson produziu todas as músicas de Parachutes, com exceção de uma. Ele foi apresentado ao Coldplay pelo seu empresário Pete que deu a ele uma cópia do EP de estreia da banda lançado pela gravadora Fierce Panda. Nelson afirmou que, logo que ouviu a voz do vocalista Chris Martin na canção "Bigger Stronger", ele "percebeu algo especial". Nelson foi oferecido ao trabalho enquanto Coldplay estavam actuando em Liverpool com a banda inglesa de indie rock, Gomez, cujo álbum de estreia, Bring It On, foi produzido pelo mesmo.
A banda começou a trabalhar no álbum em 1999 e produziram um EP com o produtor britânico Chris Allison, mas não ficaram satisfeitos com o resultado. Eles queriam mais controle sobre o processo e a filosofia de Nelson de "auxiliar as bandas na realização de suas próprias ideias, em vez de impor sua própria opinião sobre como o projeto deve soar", qualificou Allison, que foi substituído. Sendo assim, Nelson afirmou que o álbum foi uma co-produção entre ele e o Coldplay.
Coldplay, inicialmente previsaram gravar Parachutes no espaço de duas semanas. Contudo, turnês e outras performances ao vivo causou o atraso da gravação de setembro de 1999 a abril/maio de 2000. A banda começou a trabalhar no álbum nas gravadoras Rockfield Studios em Wales, Matrix Studios, e Wessex Sound Studios, embora a maioria das faixas de Parachutes tivessem sido gravadas em Parr Street Studios, em Liverpool. A banda trabalhou em três salas de estúdio em Parr Street, e muito do álbum foi gravado em uma dessas salas —o projeto de estúdio que o produtor Ken Nelson descreve como "basicamente uma sala-demo". A canção "High Speed" produzida por Cris Allison e também foi incluída no álbum, onde foi originalizada na Orinico Studios em Londres. O álbum foi mixado pelo engenheiro americano Michael Brauer em Nova York. A gravadora do Coldplay, Parlophone, tinha inicialmente a intenção de usar um engenheiro de mixagem para as faixas que eles escolheriam como singles, mas acabou contratando Brauer para trabalhar em todas as canções de Parachutes.
Num concerto em Liverpool, onde foi oferecido o trabalho de produção, Nelson havia observado que o desempenho de Coldplay no show foi "muito, muito tenso [...] durante o show teve um ajuste e ficou difícil para ouvir". Uma vez no estúdio, Nelson e a banda passaram por cada canção, aprendendo a tocar a peça ao vivo e decidir o tempo para gravá-las, para ver se assim a banda se "acalma-va".
A capa do álbum tem uma fotografia de um globo tirada pessoalmente pela banda, com uma câmera Kodak descartável. O globo tinha sido comprado no W H Smith por £10; foi apresentado nos videoclipes de "Shiver" e "Don't Panic", e também acompanhou a banda em suas turnês. A banda dedicou o álbum para a mãe do baterista Will Champion, que morreu de câncer no ano de 2000.

## Estilo

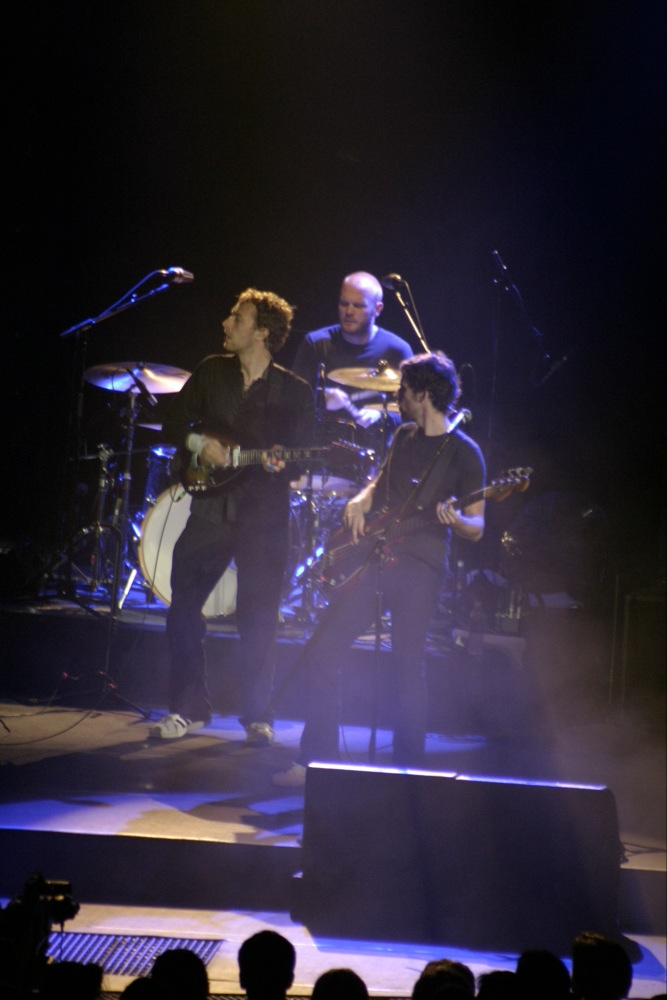
Coldplay actuando "Don't Panic" em 2005 na Twisted Logic Tour.

Champion explicou que o estilo de produção de Nelson foi libertadora e permitiu a banda a se sentir à vontade durante a gravação de Parachutes. O álbum que se seguiu foi "uma gravação de músicas temperamentais e atmosféricas". Como sugestão para o humor criado pelo álbum, Champion comparou a letra da canção com a da  canção de 1972 "Perfect Day" do cantor e compositor americano de rock Lou Reed, afirmando que as "letras são lindas e são realmente, realmente felizes, mas a música em si é muito triste. É esse tipo de coisa, onde você pode criar [diferentes humores] através da música e letra."
Parachutes foi reconhecido por ter um som de rock alternativo similar ao da banda inglesa Radiohead durante a era The Bends–OK Computer. De fato, tem sido sugerido que o sucesso comercial do álbum foi devido, em parte, a uma parcela do público de Radiohead, que estava sendo alienado pela banda experimental com mais influências do álbum Kid A.

## Promoção
Quatro singles foram lançados do álbum: "Shiver", "Yellow", "Trouble" e "Don't Panic". "Shiver" foi usado como o primeiro single no Reino Unido, enquanto "Yellow" foi usado nos Estados Unidos. Após o lançamento de "Trouble", Coldplay abandonou seu plano inicial de lançar "Don't Panic" como o quarto single do álbum, depois de considerarem que três singles eram suficientes para um álbum. Apesar disso, porém, foi lançada como um single em algumas regiões européias. Uma versão remixada de "Spies" foi feito no Norte de Londres pelo produtor Nikolai Levey, nunca foi lançado comercialmente, foi lançado para executivos da indústria musical em 1999 como parte do "Parlophone's Flavour Of The Label Series".

## Lançamento
Parachutes foi lançado em 10 de julho de 2000 no Reino Unido através da gravadora Parlophone. Nos Estados Unidos, foi lançado em 7 de novembro de 2000 pela gravadora Nettwerk. O álbum foi disponibilizado em vários formatos, desde o seu lançamento inicial; tanto a Parlophone como a Nettwerk o lançaram como um CD em 2000, e também foi lançado como um cassete pela recente gravadora dos EUA, Capitol em 2001. No ano seguinte, Parlophone publicou o álbum como um LP.
A versão principal do álbum contém 10 faixas; a décima faixa, "Everything's Not Lost", tem uma faixa curta escondida chamada "Life Is for Living", começando a tocar em um total de 7:15. A versão japonesa do álbum contém todas as faixas principais, e as faixas adicionais "Careful Where You Stand" e "For You". A terceira faixa do álbum "Spies" atraiu a atenção do governo chinês, que interpretaram-na como uma canção anti-Comunista. Isso levou o álbum a ser proibida no país, uma situação que Jonny Buckland chamou de "muito estranha".
Desde seu lançamento, Parachutes ganhou vários prêmios para a banda. O álbum venceu na categoria Melhor Álbum no Q Awards de 2000, e foi indicado no Mercury Music Prize de 2000. No ano seguinte, a banda venceu o Grammy de Melhor Álbum de Música Alternativa e Melhor Álbum Britânico no BRIT Awards.

## Recepção
| Críticas profissionais | Críticas profissionais |
| Avaliações da crítica  | Avaliações da crítica  |
| Fonte                  | Avaliação              |
| ---------------------- | ---------------------- |
| PopMatters             | (favorável)            |
| Los Angeles Times      | [ 16 ]                 |
| Pitchfork Media        | (5.3/10)               |
| NME                    | (9/10)                 |
| Stylus                 | (C)                    |
| Q                      | [ 20 ]                 |
| Allmusic               | [ 21 ]                 |
| Entertainment Weekly   | (B+)                   |
| Village Voice          | (misto)                |
| Rolling Stone          | [ 24 ]                 |

### Revisões da crítica
Parachutes foi aclamado pela crítica na Europa. Michael Hubbard do MusicOMH notou que é um álbum com "profundidade notável, especialmente quando se considera a idade jovem dos membros da banda", enquanto o jornal The Guardian descreveu o álbum como "um dos álbuns mais incríveis do ano", acrescentando que apresenta "canções elegantes, guitarra clássica e uma linda voz cantando".
O álbum recebeu críticas positivas entre os críticos internacionais. Uma revisão da revista Billboard disse que Parachutes "não traz nada de novo para o mercado", escrevendo que a seus "pontos de referência musicais são imediatamente reconhecíveis e difícil de esquecer". Apesar disso, a análise acrescenta, "Coldplay parece talentoso o suficiente para superar essa crise de identidade jovem", referindo-se a eles como uma banda recém-introduzida nos Estados Unidos. Matt Diehl da revista Rolling Stone disse que o álbum "finalmente ultrapassou as suas influências para se tornar uma obra de transcendência real". MacKenzie Wilson  da Allmusic comentou que a banda se apresenta como "jovens músicos que continuam aprimorando suas doces harmonias", acrescentando, "Parachutes mereceu os elogios que recebeu por ter seguido a regra geral quando se introduzem canções pop decente: manter a emoção genuína e real."

### Desempenho comercial
Parachutes obteve um bom desempenho no Reino Unido. A popularidade das canções em clubes britânicos, pubs e eventos esportivos reforçou o álbum que teve uma estreia na posição de número um na UK Albums Chart. Foi certificado sete vezes Platina pela British Phonographic Industry, com vendas de cerca de 2 400 000 cópias, até à data.
Parachutes alcançou a posição #51 na Billboard 200, dos EUA, e atingiu o pico de número um na Heatseekers. O primeiro single do álbum, "Yellow", nos Estados Unidos ajudou a transferências do álbum chegar a mais de 1,2 milhões de unidades. Mais de dois milhões de cópias foram enviadas aos Estados Unidos, dando certificação de duas vezes Platina pela Recording Industry Association of America. Também foi certificado três vezes Platina na Austrália pela Australian Recording Industry Association, e duas vezes Platina no Canadá pela Music Canada.

### Certificações
| País           | Certificação (limiares de vendas) |
| -------------- | --------------------------------- |
| Alemanha       | Ouro                              |
| Argentina      | Platina                           |
| Austrália      | 3× Platina                        |
| Canadá         | 2× Platina                        |
| Estados Unidos | 2× Platina                        |
| Europa         | 4× Platina                        |
| França         | 2× Ouro                           |
| Holanda        | Platina                           |
| Noruega        | Platina                           |
| Nova Zelândia  | 2× Platina                        |
| Reino Unido    | 9× Platina                        |
| Suécia         | Platina                           |
| Suíça          | Ouro                              |

## Impacto e legalidade
Segundo o jornal britânico comércial Music Week, Parachutes foi um dos álbuns de estréia mais impressionante do que nunca, desovando singles que viraram hit como "Shiver", "Yellow" e "Trouble". Com cerca de 2,4 milhões de unidades vendidas somente no Reino Unido, entrou na posição #12 da lista do país dos 20 álbuns mais vendidos no século XXI.
O álbum foi colocado pelo Channel 4 na posição #25 na lista dos 100 Maiores Álbuns de Todos os Tempos, e em 2006 no número 33 pela NME nos 100 Maiores Álbuns Britânicos. Apesar do sucesso comercial e de crítica do álbum, Chris Martin disse que o Coldplay vai além com Parachutes: "Sabemos que a música é terrível e nós tentamos sempre pensar no que podemos fazer para seguir em frente."

## Lista de faixas
Todas as músicas por Chris Martin, Guy Berryman, Jon Buckland e Will Champion
| N.º | Título                                                                                   | Duração |  |
| 1.  | "Don't Panic"                                                                            | 2:17    |  |
| 2.  | "Shiver"                                                                                 | 4:59    |  |
| 3.  | "Spies"                                                                                  | 5:18    |  |
| 4.  | "Sparks"                                                                                 | 3:47    |  |
| 5.  | "Yellow"                                                                                 | 4:29    |  |
| 6.  | "Trouble"                                                                                | 4:30    |  |
| 7.  | "Parachutes"                                                                             | 0:46    |  |
| 8.  | "High Speed"                                                                             | 4:14    |  |
| 9.  | "We Never Change"                                                                        | 4:09    |  |
| 10. | "Everything's Not Lost" (com a faixa escondida "Life Is for Living", começando nos 5:39) | 7:15    |  |

| Faixas bônus da versão Japonesa |                           |         |  |
| N.º                             | Título                    | Duração |  |
| 11.                             | "Careful Where You Stand" | 4:45    |  |
| 12.                             | "For You"                 | 5:42    |  |